# U-balk

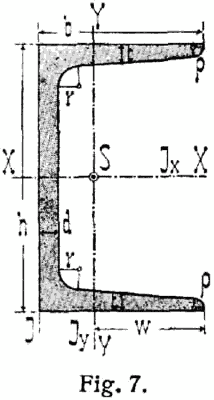
U-balk

U-balk är en järnbalk med u-profil. U-balkar monterade i överfallsvärn och stigrör används för att hålla kvar suttor (plankor) vid reglering av vattennivåer i dammar.